# IC 1823
IC 1823 ist eine Balken-Spiralgalaxie vom Hubble-Typ SBc im Sternbild Triangulum am Nordsternhimmel. Sie ist schätzungsweise 236 Millionen Lichtjahre von der Milchstraße entfernt und hat einen Durchmesser von etwa 145.000 Lj.
Das Objekt wurde am 20. Januar 1898 von Stéphane Javelle entdeckt.